# Jakub La Coupe
Jakub La Coupe (ur. 1541 w Oudenaarde, zm. 9 lipca 1572 w Gorkum) – belgijski kapłan z Monster, jeden z męczenników z Gorkum i święty Kościoła katolickiego.

## Życiorys
Od 26 czerwca do 6 lipca 1572 przetrzymywany przez grupę kalwinów w Gorkum, potem przeniesiony do Dordrecht i Brielle, gdzie był przesłuchiwany i torturowany ze względu na swe przywiązanie do papiestwa i wiarę w obecność Chrystusa pod Postaciami Eucharystycznymi. 9 lipca 1572 został stracony przez powieszenie. Beatyfikowany przez papieża Klemensa X 24 listopada 1675, a kanonizowany przez Piusa IX 29 czerwca 1867 wraz z osiemnastoma męczennikami z Gorkum.